# Marcopolo
Marcopolo S.A. es un fabricante de autobuses fundado en 1949, en la ciudad brasileña de Caxias do Sul, estado de Río Grande del Sur. La compañía fabrica carrocerías para autobuses y microbuses de uso urbano e interurbano. Marcopolo produce casi la mitad de las carrocerías de autobuses en Brasil y sus productos se han exportado a unos 100 países. Es una de las mayores productoras de carrocerías de autobuses en el mundo.
Actualmente Marcopolo tiene siete plantas industriales, tres en Brasil y otras en Argentina (inicialmente en propiedad con Metalsur, luego adquirida en su totalidad por Marcopolo), Colombia (bajo el nombre de Superpolo, en propiedad con Fanalca), México (bajo el nombre de Marcopolo Polomex), China, Sudáfrica, y Australia. Parte de la tecnología se transfirió a Tata Motors de la India en forma de Tata Marcopolo Motors Ltd.
Además es propietaria del 100% de acciones de Neobus (Brasil) Ciferal (Brasil), Volare Brasil, del 71% de Volgren (Australia), y el 100% de Metalsur (Argentina).
Marcopolo, además posee fábrica de trenes bajo el nombre de Marcopolo Rail que ha suplido de trenes al Aeropuerto de Guarulhos en São Paulo, Brasil, y a EFE en Chile. También incorporó la marca Marcopolo Motorhome donde produce vehículos recreativos, en ambos casos desde Caxias Do Sul.

## Historia
Fue fundada el 6 de agosto de 1949 en el municipio de Caxias do Sul, en el estado de Río Grande del Sur (Brasil) bajo el nombre de Nicola & Cia Ltda., con ocho socios y quince empleados. Fue una de las primeras industrias brasileñas en fabricar carrocerías para autobuses, las cuales inicialmente eran de madera.
En el inicio de actividades, hacer una carrocería de autobús exigía, además de esfuerzo, gran cantidad de tiempo para adaptar el chasis y transformar la madera en carrocería para autobús; así, la primera unidad de la empresa se fabricó en tres meses para entrega inmediata.
La evolución del sector automovilístico en la década de los 50 fue el punto clave para el crecimiento de la empresa, cuyo trabajo, en ese entonces artesanal, pasó a ser industrial y especializado. Surgen los chasis especialmente hechos para autobús, agilizando el proceso de fabricación de las carrocerías. La madera, con la que en ese entonces era hecha la estructura de la carrocería, fue sustituida por el metal en 1953. Además de los buses creados por Nicola, se ha creado otra marca llamada Ciferal, destinada al transporte urbano, que posteriormente tuvo fábrica propia.
En 1968 Nicola es renombrado a Marcopolo, inspirado en el viajero y explorador veneciano Marco Polo y por la creación del primer modelo del mismo nombre que la fábrica.
La empresa inició en una pequeña bodega hecha de madera, y en la actualidad es un conglomerado de 16 fábricas, distribuidas por el mundo de la siguiente manera: cuatro en Australia, tres en Brasil, dos en Argentina y en la India, y una en Colombia, México, China, Sudáfrica y Egipto.
El 2001, la marca Ciferal es adquirida por Marcopolo la mitad de las acciones. A fines de 2013, la marca Ciferal dejó de producir buses a favor de la marca Marcopolo.
El desenvolvimiento tecnológico y administrativo transformó la empresa en una de las mayores acreditadas del mercado, consolidada por la calidad de sus productos y productividad que hoy lleva por las rutas de Brasil y el mundo la imagen de la ciudad que la vio crecer. 
Son diversos los ejemplos de los productos hechos de forma especial, como los fabricados para Emiratos Árabes Unidos con lugares separados para las mujeres, respetando la cultura local, así como el Andare Class con techo removible para transportar a los peregrinos a La Meca, atendiendo los motivos religiosos de los pueblos árabes. Marcopolo desenvuelve sus productos con características como piso bajo y rampas, que facilitan en acceso a los usuarios en condición de discapacidad.

## Modelos
Inicialmente, aparecieron buses fabricadas por Marcopolo, luego se incorpora Ciferal (que no se encuentra en esta lista) y los modelos Volare. Por lo general, usa motores Mercedes Benz, MAN SE, Volvo, Agrale, Isuzu, Scania, entre otras fábricas y actualmente se encuentra en la generación 8, misma que fue lanzada a mediados del 2021.

### Rodoviarios
- Viaggio G8 900 (2025-presente) [ofrecido con motor delantero y trasero]
- Viaggio G7 800 (2020-presente) [producto únicamente disponible en México]

- Viaggio G8 800 (2021-presente) [ofrecido solamente con motor delantero]
- Viaggio G8 1050 (2024) [ofrecido  con motor delantero y trasero]
- Viaggio G7 900 (2009-presente) [ofrecido con motor delantero y trasero]
- Viaggio G7 950 (2020-presente) [producto únicamente disponible en México]
- Viaggio G7 1050 (2009-presente) [ofrecido con motor delantero y trasero]

En 2018 Marcopolo presentó el Facelift III de la Generación G7 de sus productos. Una de las mejoras que se han realizado en el Facelift 3 es un rediseño interior y exterior incluyendo el mejoramiento de las luces de carretera incluyendo iluminación diurna en led's manteniendo las líneas principales de la generación 7.
- Paradiso New G7 1050 (2018-presente).
- Paradiso New G7 1200 (2018-presente).
- Paradiso New G7 1350 (2018-presente).
- Paradiso New G7 1600 LD (2018-presente).
- Paradiso New G7 1800 DD (2018-presente).

Para 2021, se presentó la generación 8 de sus autobuses.
- Paradiso G8 1200 (2021-presente).
- Paradiso G8 1350 (2021-presente).
- Paradiso G8 1800 DD (2021-presente).
- Paradiso G8 1600 LD (2022-presente).

### Interprovinciales
- Audace (2013-presente)
- Audace 1050 HK (2013-presente)
- Ideale 800 2015 (2015-presente)
- Ideale 770 (2006-2018)
- Ideale 770 MT (2006-2018)
- Ideale 600 (2006-2018)
- Viaggio 950 (disponible únicamente en México)
- New Senior (2016-presente) (solo visible por ahora en Colombia)
- New Senior 800 (2017-presente) (solo en Colombia)

### Urbanos
- Boxer (2002-presente) (Solo México). También cuenta Con la versión MP 60 TR, también para México.
- Gran Viale (2004-presente)
- Torino 2014 (2014-presente). En México tiene las versiones en motor trasero llamados TORINO y MP 60 MT, mientras que en motor delantero es Torino MD o MP 60 MD.
- Torino 2014 Express (2014-presente). En México es renombrado como MP 60 EXPRESS o MP 60 EXPRESS GNC si posee con motor a Gas Natural.
- Torino 2014 Low-Entry (2015-presente). En México es renombrado como MP 60 LE MX.
- Torino S (2016-presente)[1]
- Viale BRS (2013-presente). En México es renombrado como MP 60 BRS
- Viale BRT (2012-presente)
- Viale DD Sunny 2003 (2003-presente)
- Viale DD Sunny 2013 (2013-presente)
- Boxer of (2008-presente). es lanzado el Boxer OF, primer producto de la marca con motor delantero y frente chato en México.

### Midis y micros
- Senior G7 urbano y rodoviario (2016-presente) [Usa normalmente motores Mercedes Benz LO 916 BlueTec5, además de Volkswagen y Agrale]
- Senior Midi urbano, escolar y rural (2006-presente)
- Superior Camino ecoLectivo (2018-presente) (sólo en Colombia)

Los Modelos más exitosos de la marca son: 
●Marcopolo Viagio 1050 G7 
●Marcopolo Paradiso 1200 G7 y New G7
●Marcopolo Paradiso 1600 LD G7
●Marcopolo Paradiso 1800 DD G7 y New G7

## Modelos descatalogados

### Busetas y busetones (Micros)
- Fratello (2001-2005)
- Fratello XL (2004-2005)
- Invel (1980-1982)
- Junior (1972-1975)
- Comet (1998-2003) (Colombia, bajo la marca superior)
- Astral (1998-2002) (Colombia, bajo la marca superior)
- Listo (2001-2008)  (Colombia, bajo la marca superior y superpolo)
- Senior
  - G3 (1983-1989)
  - G4 (1989-1994)
  - GV (1994-2000)
  - GV (2000-2005)
  - G6 (Série I, 2005-2013)
  - G6 (Série II, 2013-2018)
  - G6 (Serie III, 2011-2018)
  - G7 NEW (2018-2021)
  - G7 (2021-presente)
- Temple (2001-2008) (Colombia, bajo la marca superior y superpolo)
- Vicino (2001-2006)
- Vicino Escolarbus (2001-2008)
- Volare
  - A5 (1999-2002)
  - A6 (1999-2005)
  - A8 (1999-2010)

### Urbanos
- San Remo Expresso (1974-1981)
- San Remo ST (1978)
- San Remo (1978-1981)
- San Remo II (1981-1983)
- Torino 1983 (1983-1989)
- Torino 1989 (1989-1994)
- Torino GV (1994-1999)
- Torino 1999 (1999-2007)
- Torino 2007 (2007-2015)
- Veneza (1971-1976)
- Veneza Expresso (1974-1981)
- Veneza II (1976-1983)
- Viale (1998-2013)
- VLP 2000 (1998)

### Interprovinciales
- Allegro GV (1996-1999)
- Allegro G6 (1999-2007)
- Andare (1998-2000)
- Andare Class (2000-2014)
- Nicola Intermunicipal (1954-1963)
- San Remo Intermunicipal (1979-1983)
- Torino G3 Intermunicipal (1983-1989)
- G4:
  - Allegro G4 (1993-1995)
  - Torino G4 Intermunicipal (1989-1993)
- Alliado 770 (Modelo descontinuado, exclusivo de México)

### Rodoviarios
- Nicola
  - Magirus (1949-1950)
  - Bertioga (1968-1972)
  - Nicola Marcopolo (1968-1971)
  - Nicola Marcopolo II (1971)
- Marcopolo I (1971-1972)
- Marcopolo II (1971-1976)
- Marcopolo III
  - III (1974-1983)
  - III SE (1974-1983)
  - III Articulado (1978-1981)
  - III SE Articulado (1978-1981)
- G4
  - Viaggio G4 800 (1983-1992)
  - Viaggio G4 950 (1983-1992)
  - Viaggio G4 1100 (1983-1992)
  - Viaggio G4 Strada (1983-1992)
  - Paradiso G4 1150 (1991-1992)
  - Paradiso G4 1400 (1984-1992)
- GV
  - Viaggio GV 700 (1997, solo a pedido para Chile)
  - Viaggio GV 850 (1992-2000)
  - Viaggio GV 1000 (1992-2000)
  - Viaggio GV 1150 (1992-1997)
  - Paradiso GV 1150 (1992-2000)
  - Paradiso GV 1150 HD (1999-2000)
  - Paradiso GV 1450 (1992-2000)
  - Paradiso GV 1450 LD (1994-2000)
  - Paradiso GV 1800 DD (1995-2000)
- G6
  - Viaggio G6 900 (2000-2011)
  - Viaggio G6 1050 (2000-2011)
  - Paradiso G6 Turis (2001)
  - Paradiso G6 1200 (2000-2011)
  - Paradiso G6 1200 HD (2000-2011)
  - Paradiso G6 1350 (2000-2009)
  - Paradiso G6 1550 LD (2000-2011)
  - Paradiso G6 1800 DD (2000-2012)

- Multego (Modelo exclusivo en México) 
  - Multego OC 500 (2000 - 2007)
  - Andare (2000 - 2007)
  - Multego FL (2007 - 2012)

- Paradiso G7
  - Paradiso G7 1050 (2011 - 2018)
  - Paradiso G7 1200 (2009-2018)
  - Paradiso G7 1350 (2015-2018)
  - Paradiso G7 1600 LD (2012-2018)
  - Paradiso G7 1800 DD (2012-2018)

### En Argentina
- Torino (1987)
  - Volvo Powertronics / Avibras (Trolebus)
- Allegro (1993-1994, 1996)
  - Mercedes Benz OH 1318
  - Mercedes Benz OHL 1420
  - Volvo B 58 Articulado (1 unidad)
- Torino LN (1994)
  - Volvo B 58 Articulado (1 unidad)
- Viaggio GV 850 (1994-1998)
  - Mercedes-Benz OHL 1420
  - Mercedes-Benz OF 1620
  - Scania F 113 HL
- Viaggio GV 1000 (1994-1998)
  - Mercedes-Benz OHL 1420
  - Mercedes-Benz OH 1522
  - Scania K 113 CL
  - Scania K 94 IB
- Torino GV motor trasero (1997-2003)
  - Mercedes Benz OH 1621 L
  - Mercedes Benz OHL 1420 (3 unidades)
  - Scania K 113 LE
  - Scania L 94 IB (1 unidad)
- Torino GV motor delantero (1999-2001, 2005)
  - Mercedes Benz OF 1721
  - Mercedes Benz OF 1417 (Remanentes OH 1621 L)
  - Scania F 94 HB
- Senior GV (1999-2002)
  - Mercedes Benz LO 814
- Viale (1999-2002, 2005)
  - Mercedes Benz OH 1721 L-SB
  - Mercedes Benz OH 1521 L-SB
  - Mercedes Benz OH 1115 L-SB
  - Mercedes Benz OH 1315 L-SB (Remanentes OH 1521 L-SB, 3 unidades)
  - Scania L 94 UB
- Torino G6 (2000-2003)
  - Mercedes Benz OF 1721
  - Volksbus 16.210 CO
  - Scania F 94 HB
  - Scania F 94 HB Articulado (1 unidad)
- Torino S motor trasero (2021-)
  - Mercedes Benz O 500 U
  - Mercedes Benz OH 1721 L-SB
  - Mercedes Benz OH 1621 L-SB
  - Agrale MT 17 LE
  - Volksbus 18.280 OT-LE
  - Scania K 250 UB
  - Volvo B 250 R-LE
- Torino S motor delantero (2021-)
  - Mercedes Benz OF 1721
  - Mercedes Benz OF 1621
  - Agrale MA 15
  - Agrale MA 17
  - Volksbus 17.230 OD

## Galería

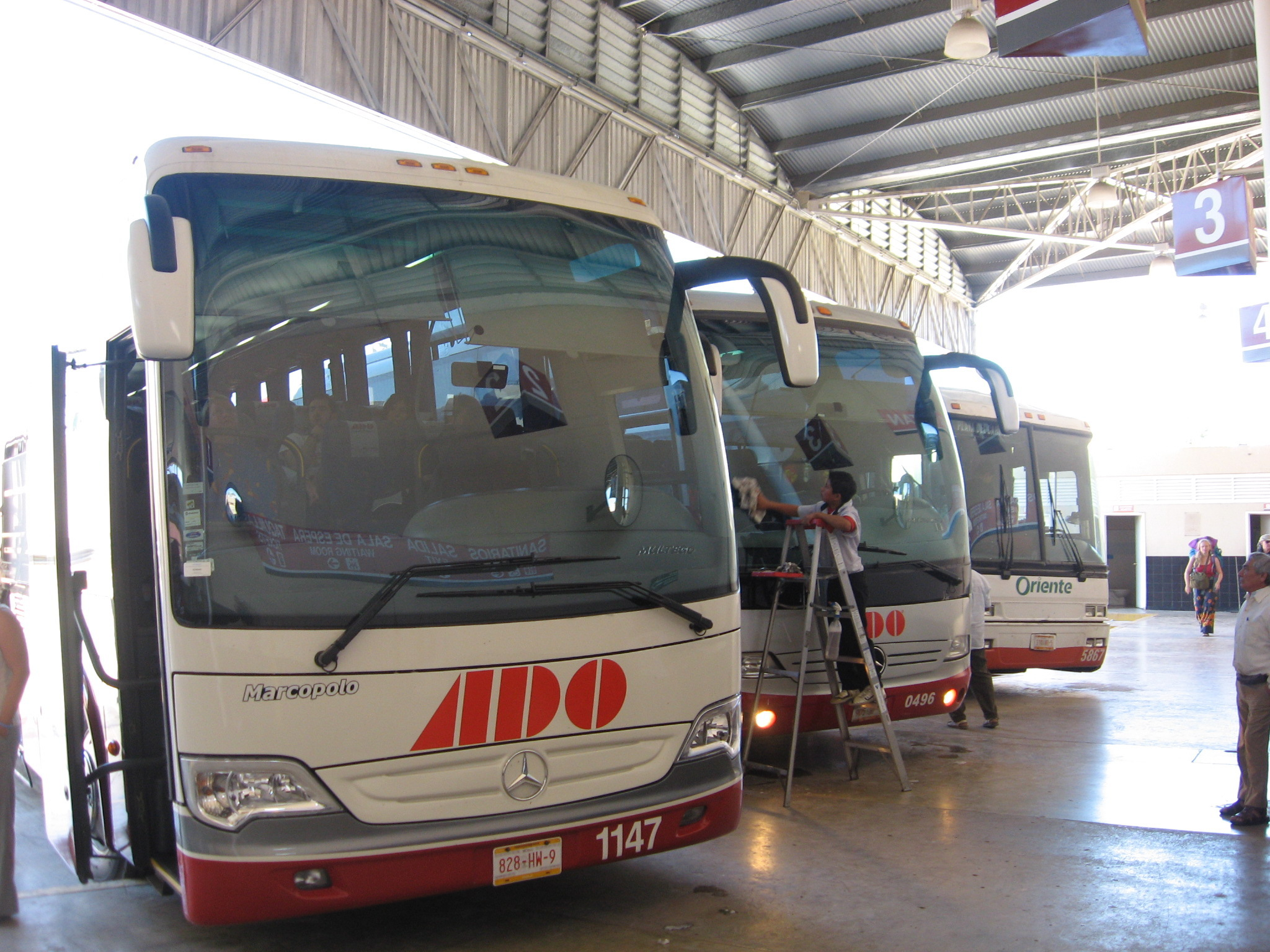
Marcopolo Multego FL en Valladolid, México.
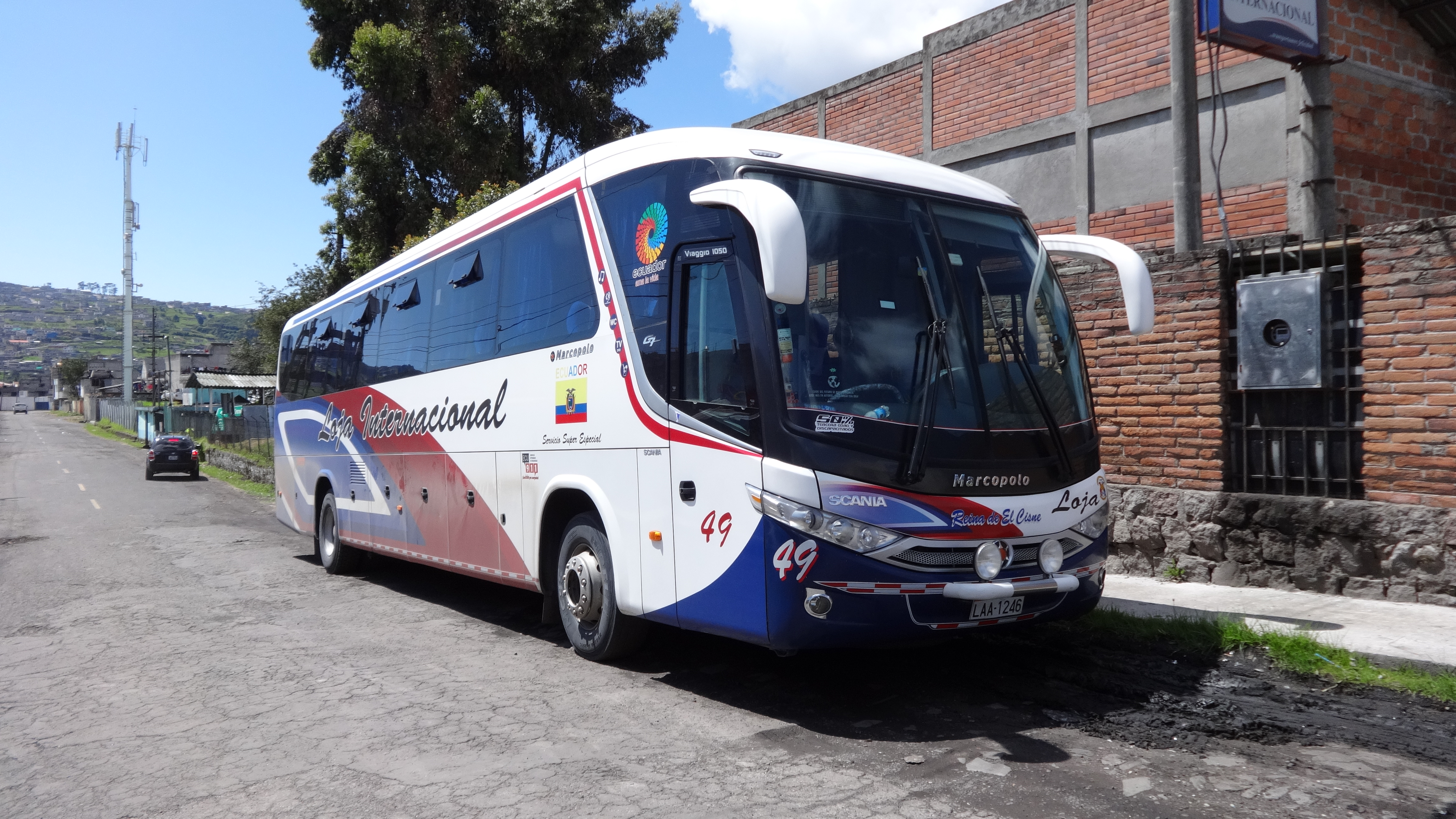
Marcopolo Viaggio G7 con chasis Scania en Ecuador
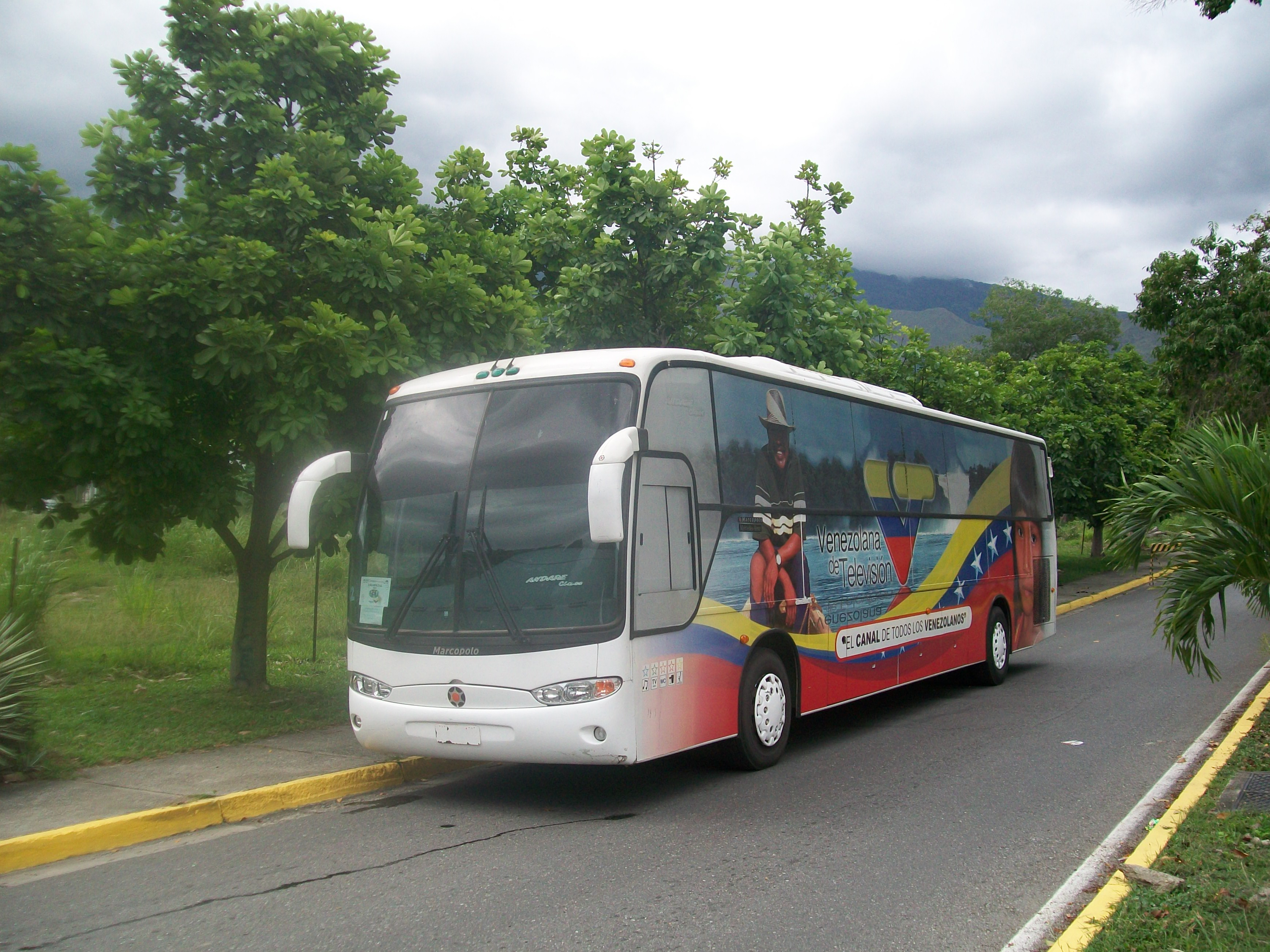
Bus de Venezolana de Televisión estacionado en Maracay, Venezuela
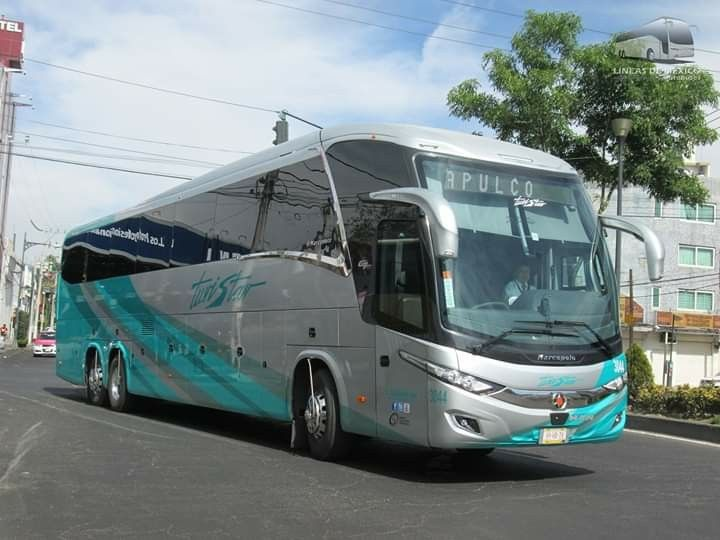
Marcopolo Paradiso G7 con chasis MAN de Turistar, México
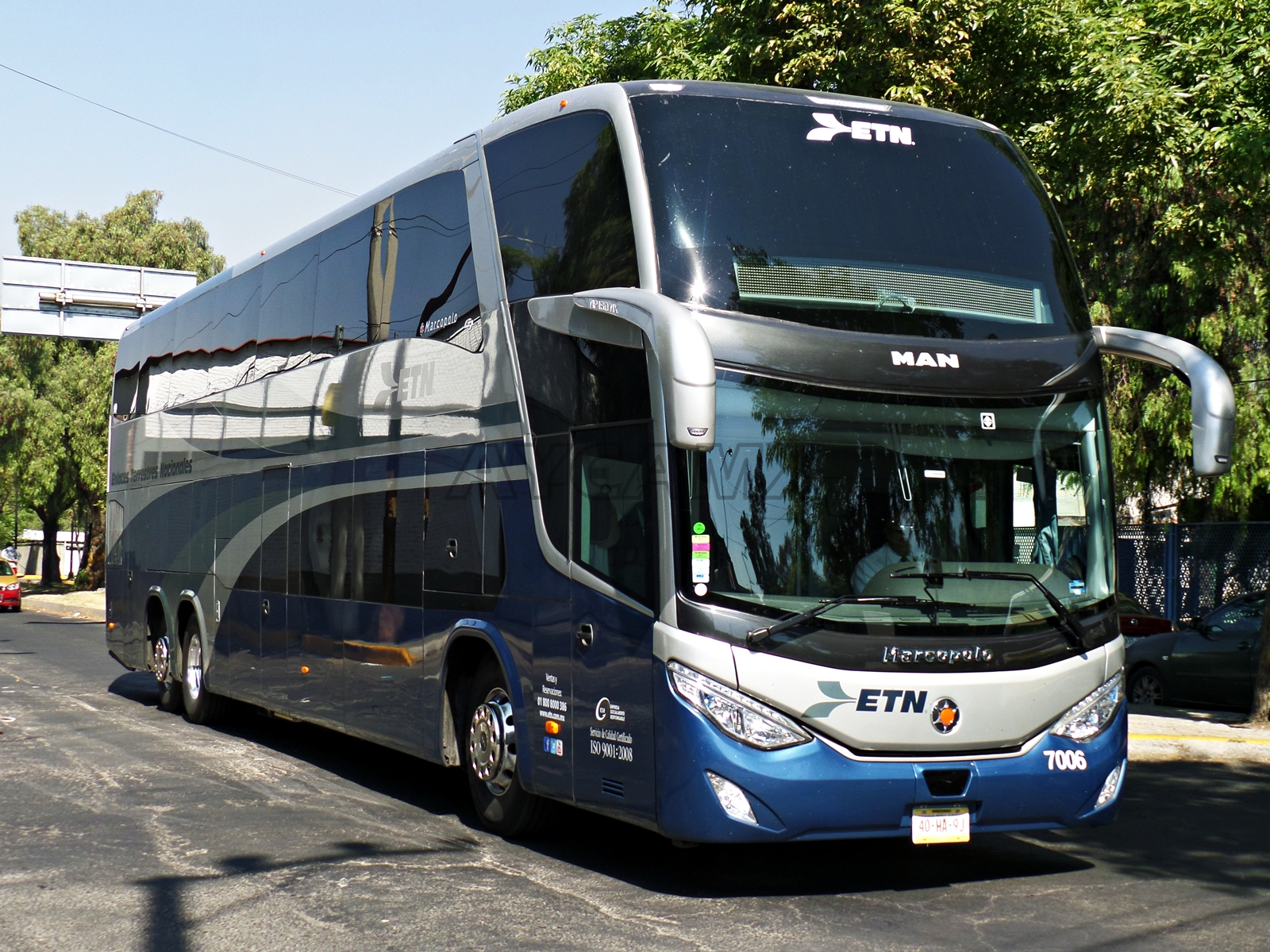
Marcopolo Paradiso G7 DD con chasis MAN de Enlaces Terrestres Nacionales, México
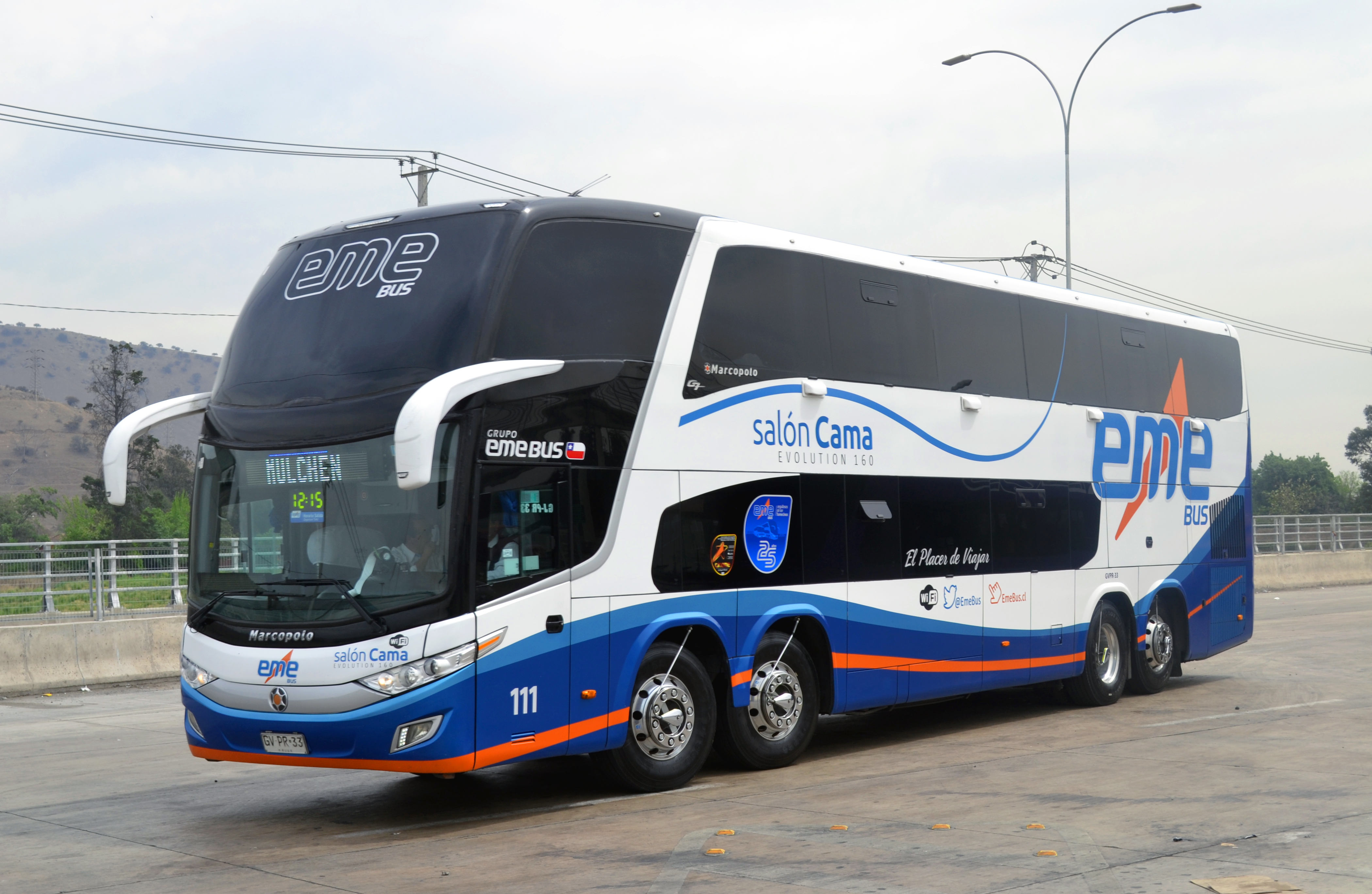
Marcopolo Paradiso1800DD G7 con chasis Volvo B420R 8x2, de la empresa chilena Eme Bus.
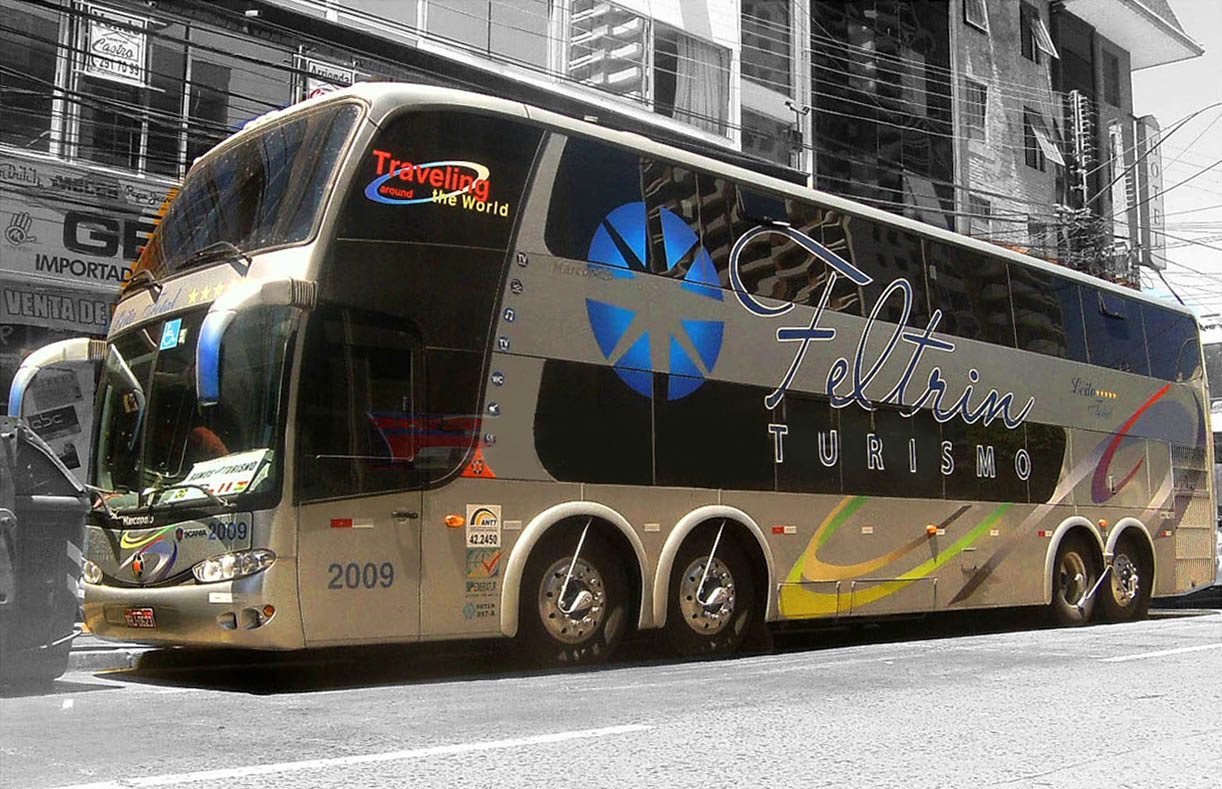
Marcopolo Paradiso G6
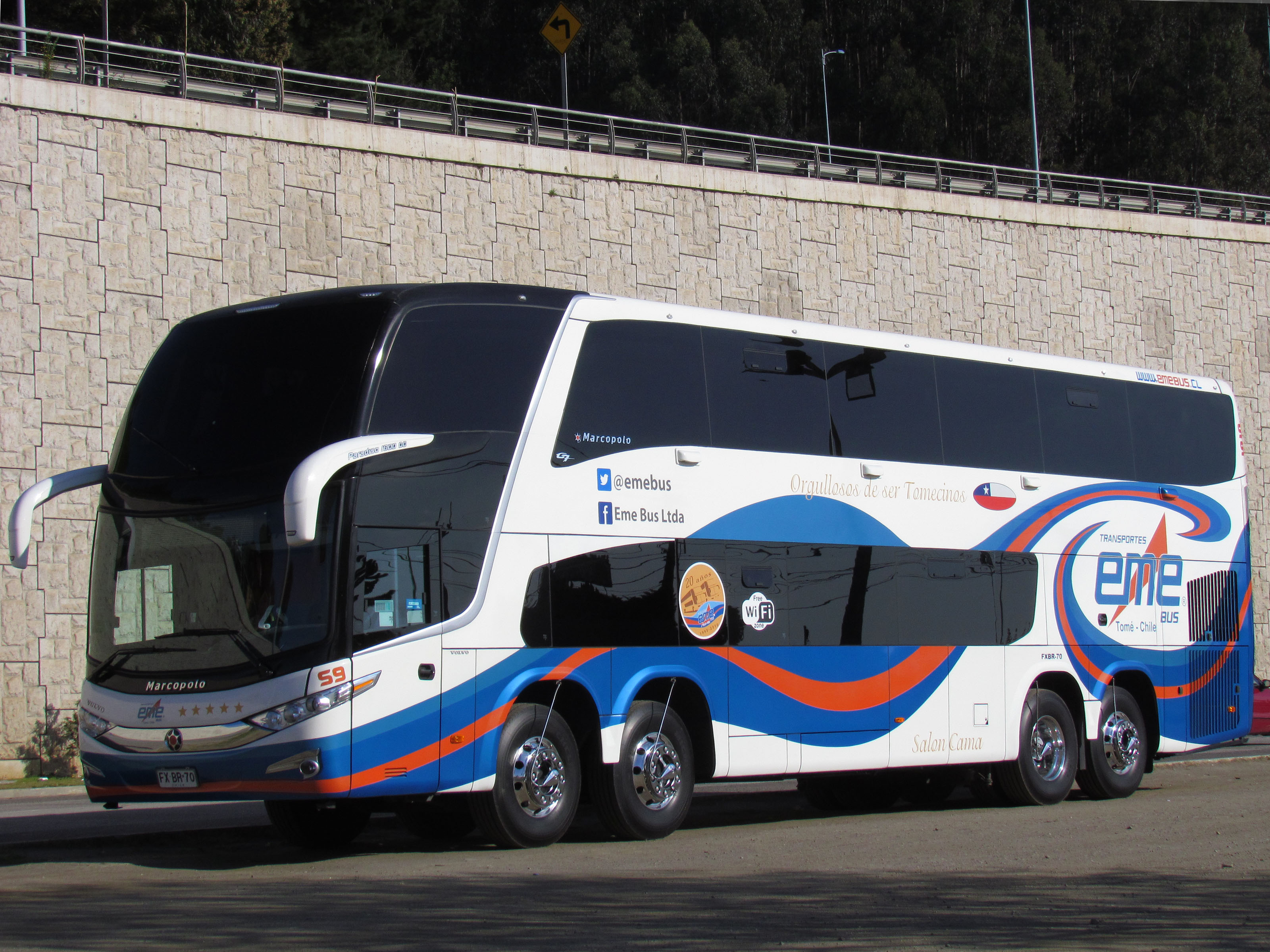
Marcopolo Paradiso G7 con motor Volvo
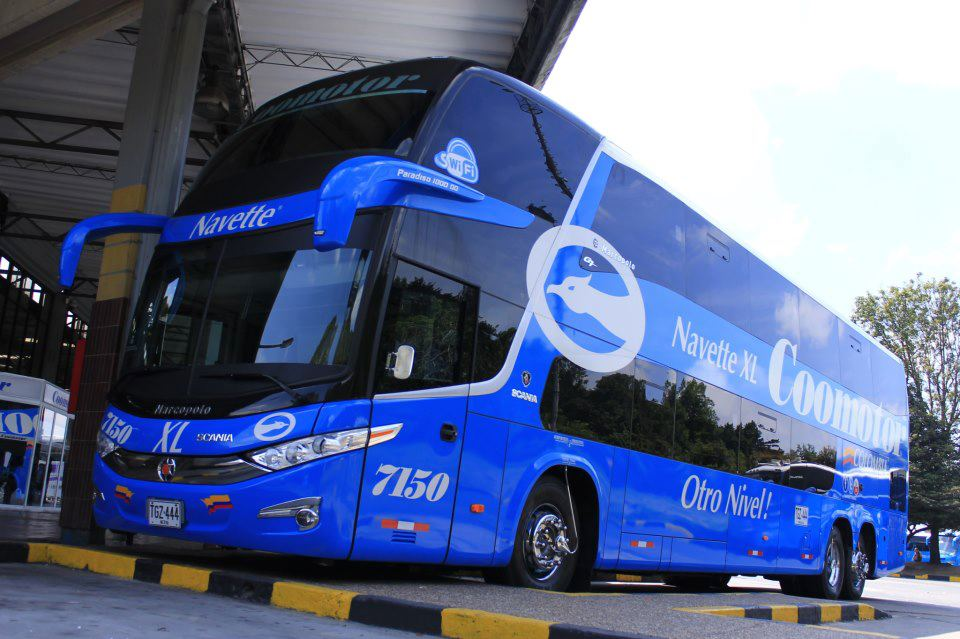
Marcopolo Paradiso 1800 DD G7
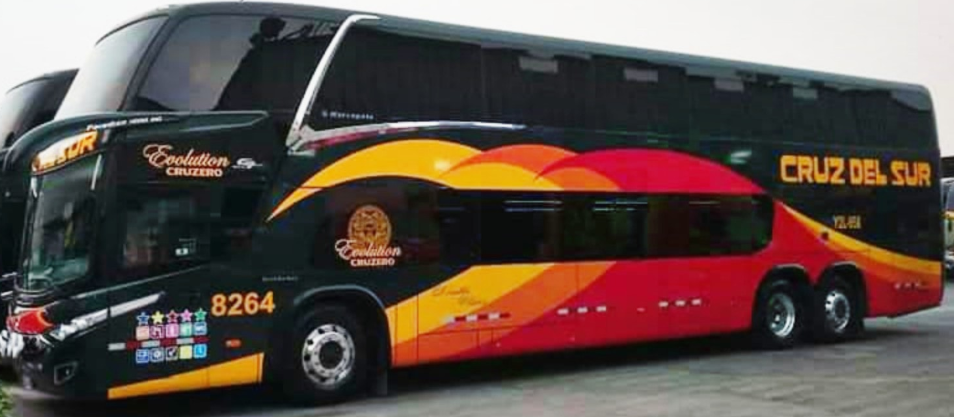
Marcopolo Paradiso 1800 DD New G7
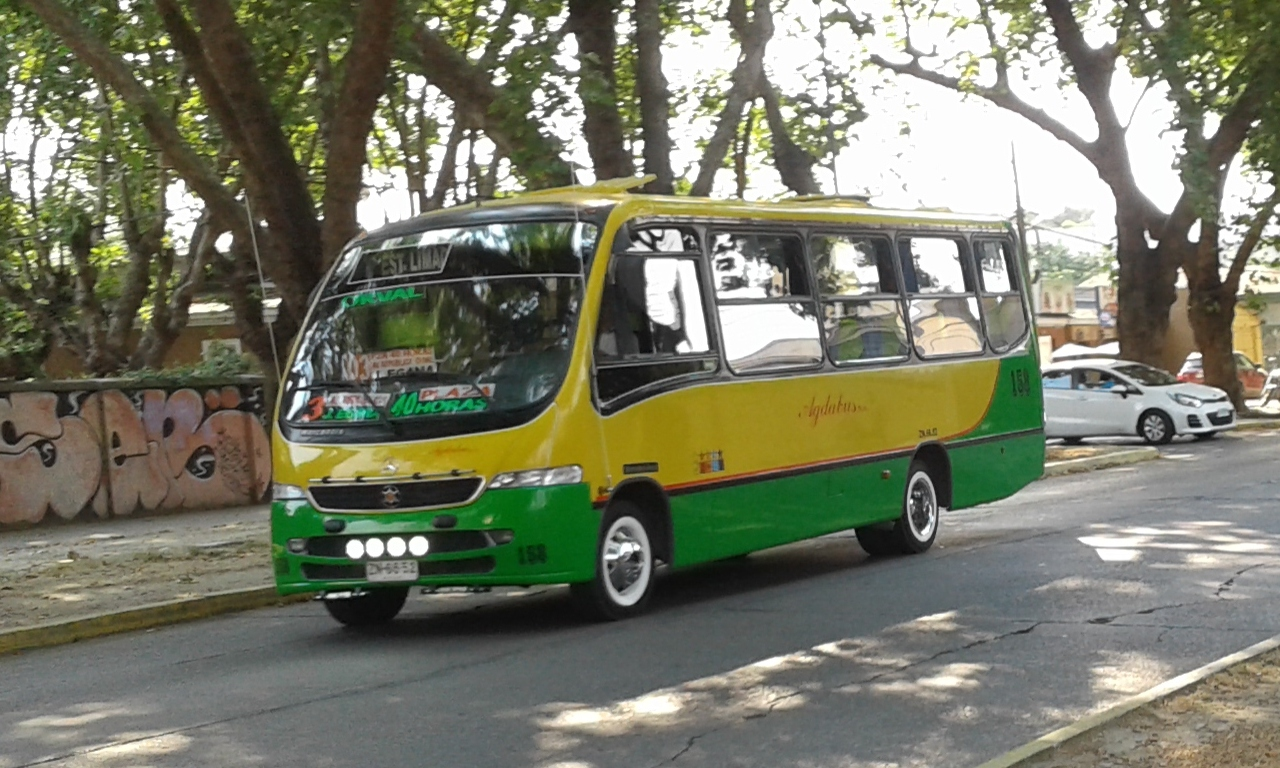
Senior GV circulando en Limache, Chile
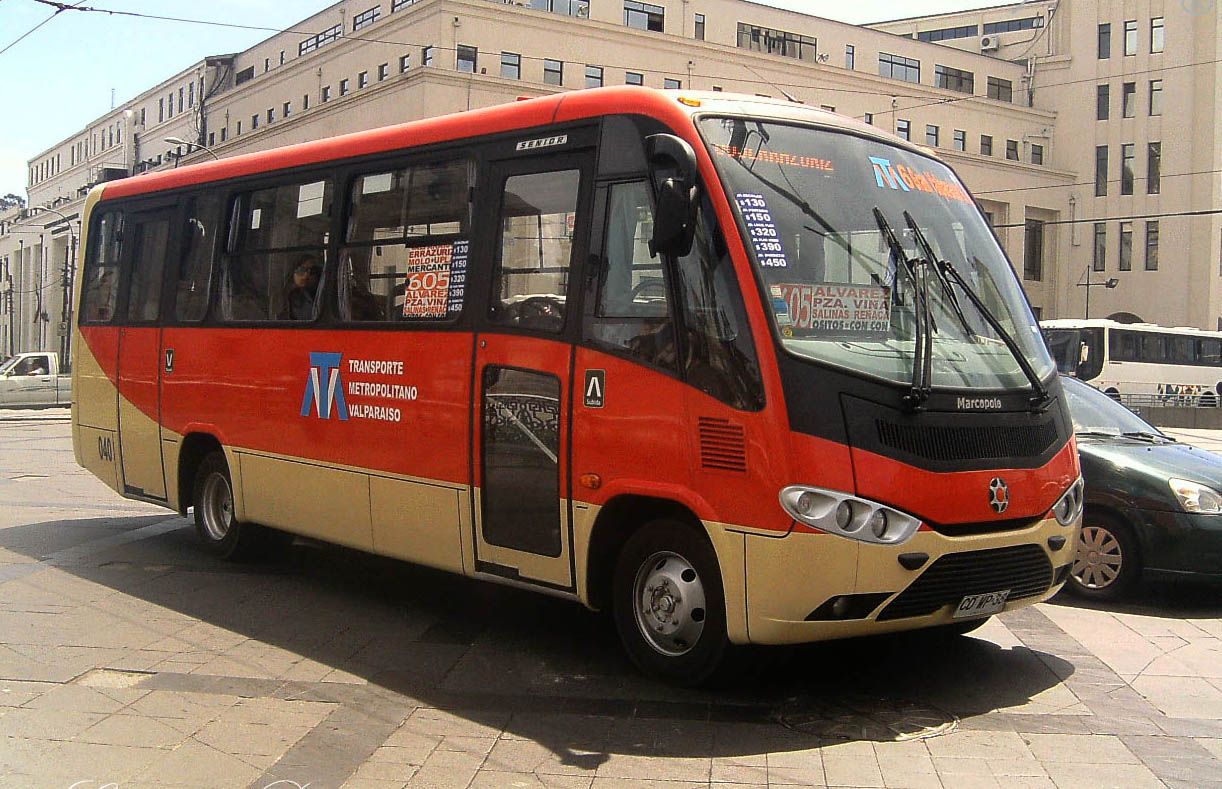
Senior G6 circulando en Valparaíso, Chile
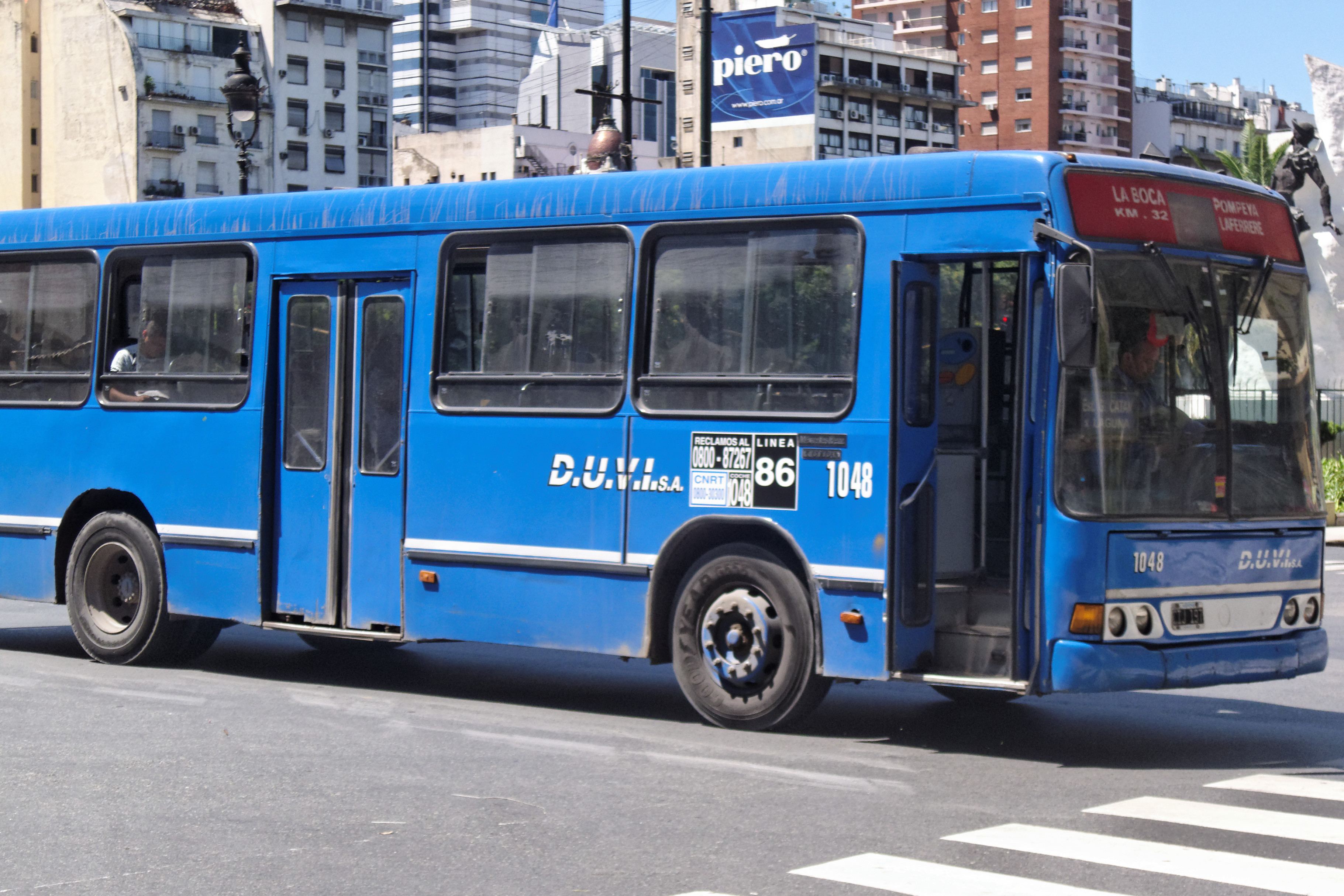
Marcopolo Torino GV con chasis Mercedes Benz OH1621L en Buenos Aires, Argentina
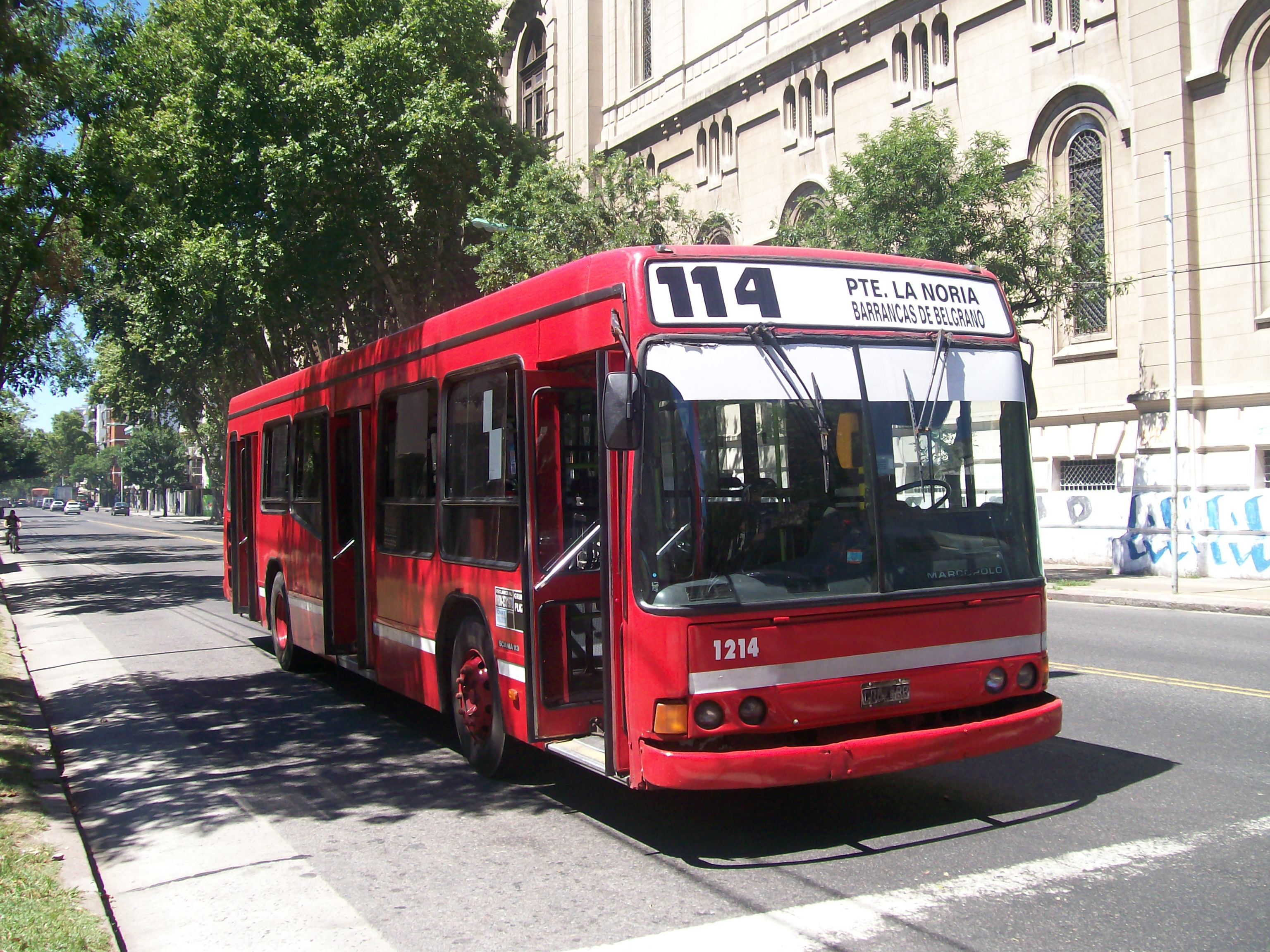
Marcopolo Torino GV con chasis Scania en Buenos Aires, Argentina
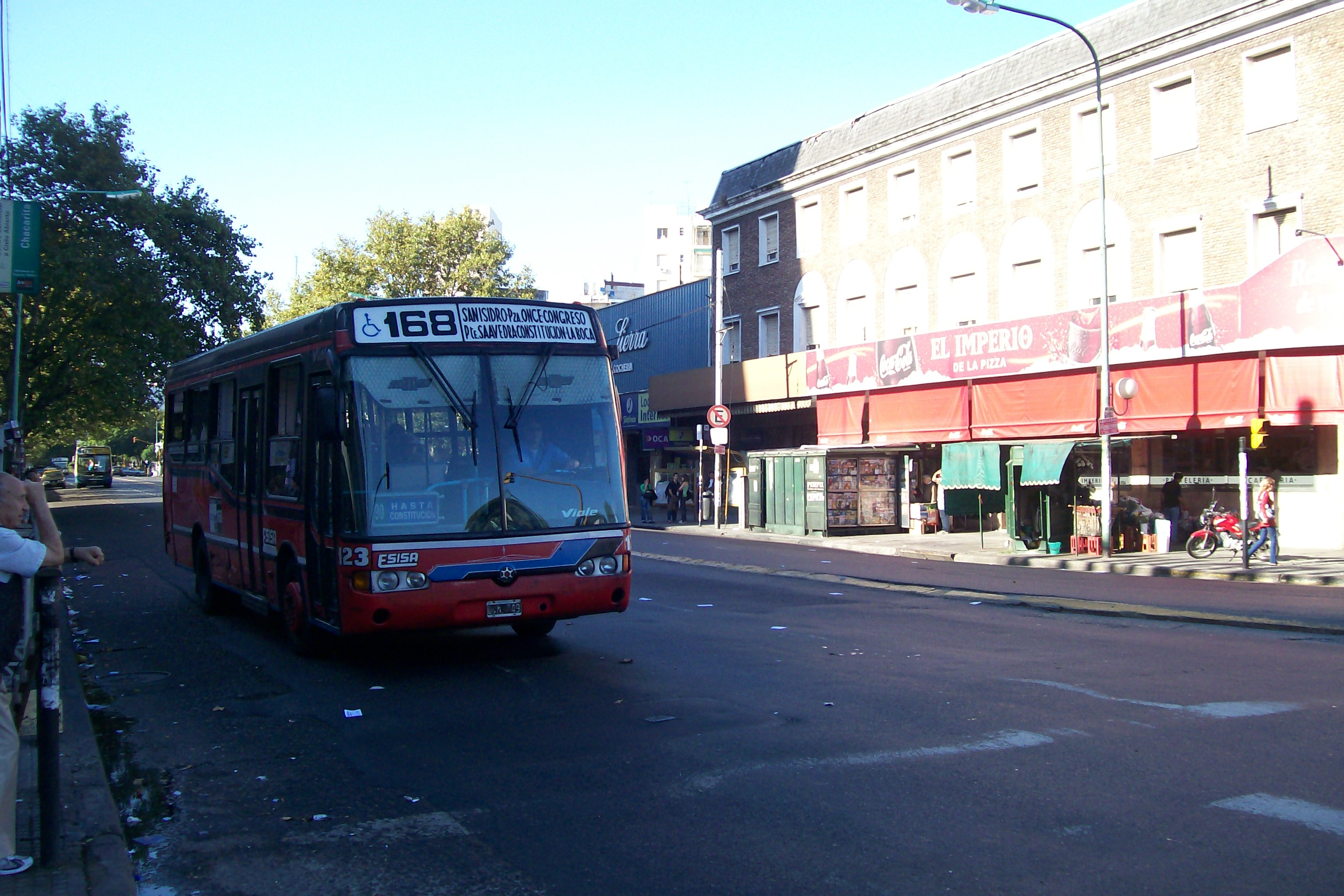
Marcopolo Viale con chasis Mercedes Benz OH1115L-sb en Buenos Aires, Argentina
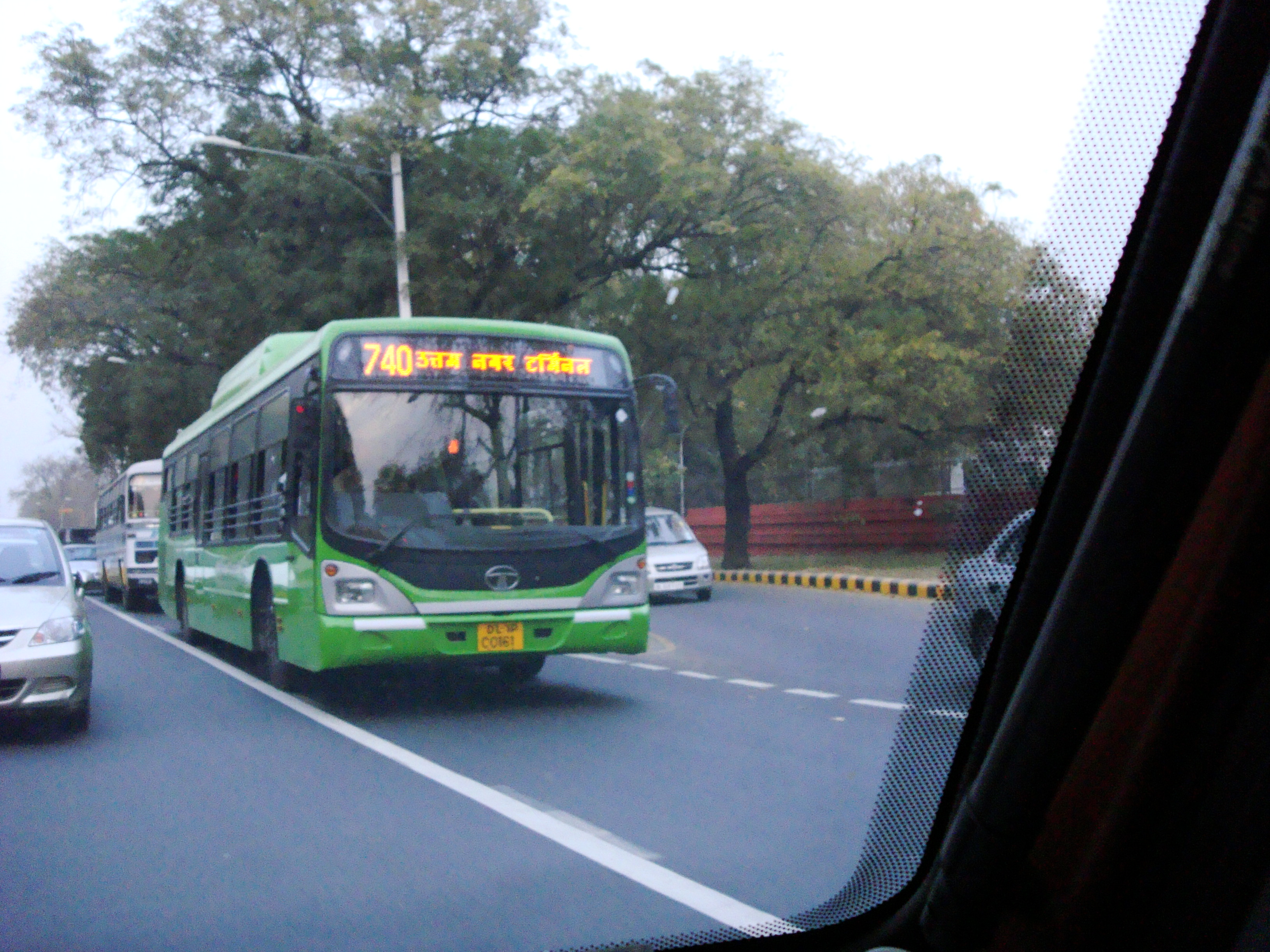
Tata Marcopolo Bus en India.
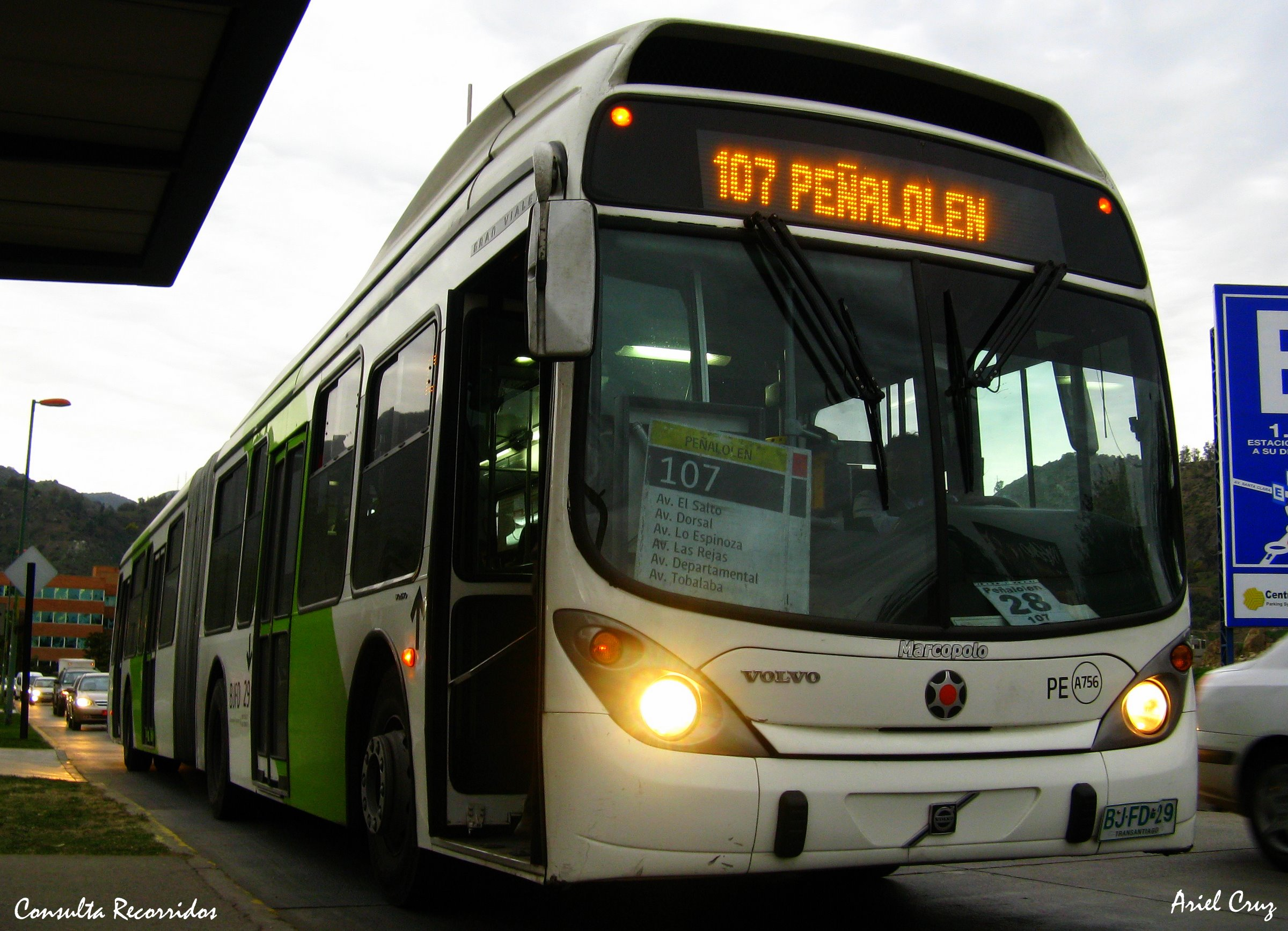
Bus articulado en Santiago, Chile.